# Ricardo Estremera
Ricardo Estremera (* 11. März 1986 in San Juan) ist ein puerto-ricanischer Langstreckenläufer, der sich auf den Hindernislauf spezialisiert hat.

## Sportliche Laufbahn
Erste Erfahrungen bei internationalen Meisterschaften sammelte Ricardo Estremera vermutlich im Jahr 2003, als er bei den Jugendweltmeisterschaften im kanadischen Sherbrooke mit 8:49,40 min in der Vorrunde im 3000-Meter-Lauf ausschied. Im Jahr darauf wurde er bei den Crosslauf-Weltmeisterschaften 2004 in Brüssel nach 31:14 min 116. im U20-Rennen und studierte ab 2006 an der University at Albany, The State University of New York in den Vereinigten Staaten. Zudem belegte er 2006 bei den U23-NACAC-Meisterschaften in Santo Domingo in 3:55,43 min den siebten Platz im 1500-Meter-Lauf, gelangte mit 16:10,28 min auf Rang sieben über 5000 Meter und wurde in 9:28,71 min auch über 3000 m Hindernis Siebter. 2009 belegte er bei den Zentralamerika- und Karibikmeisterschaften (CAC) in Havanna in 9:13,38 min den vierten Platz über 3000 m Hindernis und 2016 gewann er bei den Ibero-Amerikanischen Meisterschaften in Rio de Janeiro in 8:40,87 min die Bronzemedaille hinter dem Brasilianer Altobeli da Silva und Joaquín Arbe aus Argentinien. 2018 gewann er bei den Zentralamerika- und Karibikspielen in Barranquilla in 8:46,24 min die Silbermedaille im Hindernislauf hinter dem Kolumbianer Gerald Giraldo. Im Jahr darauf belegte er bei den Panamerikanischen Spielen in Lima in 8:43,03 min den siebten Platz und 2023 gelangte er bei den CAC-Spielen in San Salvador mit 9:04,08 min auf den fünften Platz.
In den Jahren 2015 und 2019 wurde Estremera puerto-ricanischer Meister im 3000-Meter-Hindernislauf.

## Persönliche Bestleistungen
- 1500 Meter: 3:45,76 min, 27. April 2019 in Gainesville
- 5000 Meter: 14:10,29 min, 2. Dezember 2017 in Boston
- 3000 m Hindernis: 8:37,92 min, 1. Mai 2016 in Palo Alto